# Päll
Päll (av latinets pallium, ungefär ”hölje”, ”sängtäcke”, ”gardin”) är samlingsnamnet för en typ av täcke.

## Olika pälltyper
En bordshimmel, vilken spändes över ett bord, är en typ av päll. Andra typer av pällar är sänghimmel, bårtäcke samt brudpäll.